# Gavrila Derjavine
 (juin 2014).
Si vous disposez d'ouvrages ou d'articles de référence ou si vous connaissez des sites web de qualité traitant du thème abordé ici, merci de compléter l'article en donnant les références utiles à sa vérifiabilité et en les liant à la section « Notes et références ».
Gavrila Romanovitch Derjavine  (en russe : Гаври́ла Рома́нович Держа́вин), né le 3 juillet 1743 (14 juillet dans le calendrier grégorien) à Kazan, mort le 8 juillet 1816 (20 juillet dans le calendrier grégorien), est un poète et homme politique russe.
Bien que ses travaux soient traditionnellement associés à la littérature classique, ses meilleurs poèmes sont pleins d’antithèses et d’oppositions de sons, sur les traces des poètes métaphysiques comme John Donne ou d'autres poètes. Avant la venue d'Alexandre Pouchkine, il fut le plus grand poète de Russie. Successivement militaire et magistrat, il fut gouverneur d'Olonets (1784), de Tambov (1785), secrétaire particulier de Catherine II de Russie (1791), président du collège du Commerce (1794) ministre de la Justice du 8 octobre 1801 au 7 octobre 1803, et se retira des affaires en 1803, pour cultiver les Lettres.
Gavrila Derjavine, par ses poèmes, fit la gloire de Catherine II. C'est à lui que l'on doit l'apposition de l'adjectif « Grande » ; en effet, le poète, dans ses odes à l'impératrice, la nomma toujours la Grande Catherine.

## Biographie
Né à Kazan, issu d'une famille de petite noblesse, Derjavine avait pour ancêtre lointain Morza (titre de noblesse porté dans les États tatars) Bagrim, qui au XVe siècle quitta la Horde d'or et s'installa à Moscou ; il fut baptisé et devint le vassal du prince Vassili II de Russie (1415-1462).

### Enfance
Néanmoins, au XVIIIe siècle, le père de Gavrila (Gabriel) Romanovitch Derjavine était un propriétaire pauvre qui avait trouvé la mort alors que le poète était encore très jeune. Derjavine reçut une petite instruction au gymnasium de Kazan. Il apprit l'allemand, et abandonna ses études pour entrer comme simple soldat dans un régiment de gardes à Saint-Pétersbourg

### Carrière militaire
Ensuite, de simple soldat sous le règne de Catherine II, il accéda aux plus hautes fonctions de l'Empire. En 1773, en permission à Kazan, il impressionna ses commandants au cours de la rébellion d'Emelian Pougatchev en écrivant un manifeste loyaliste. En 1777 il reçut de l'avancement et des terres, et revint à Saint-Pétersbourg, où il se consacra à la poésie. En 1780, sa réputation de poète était déjà bien établie.

### Carrière politique

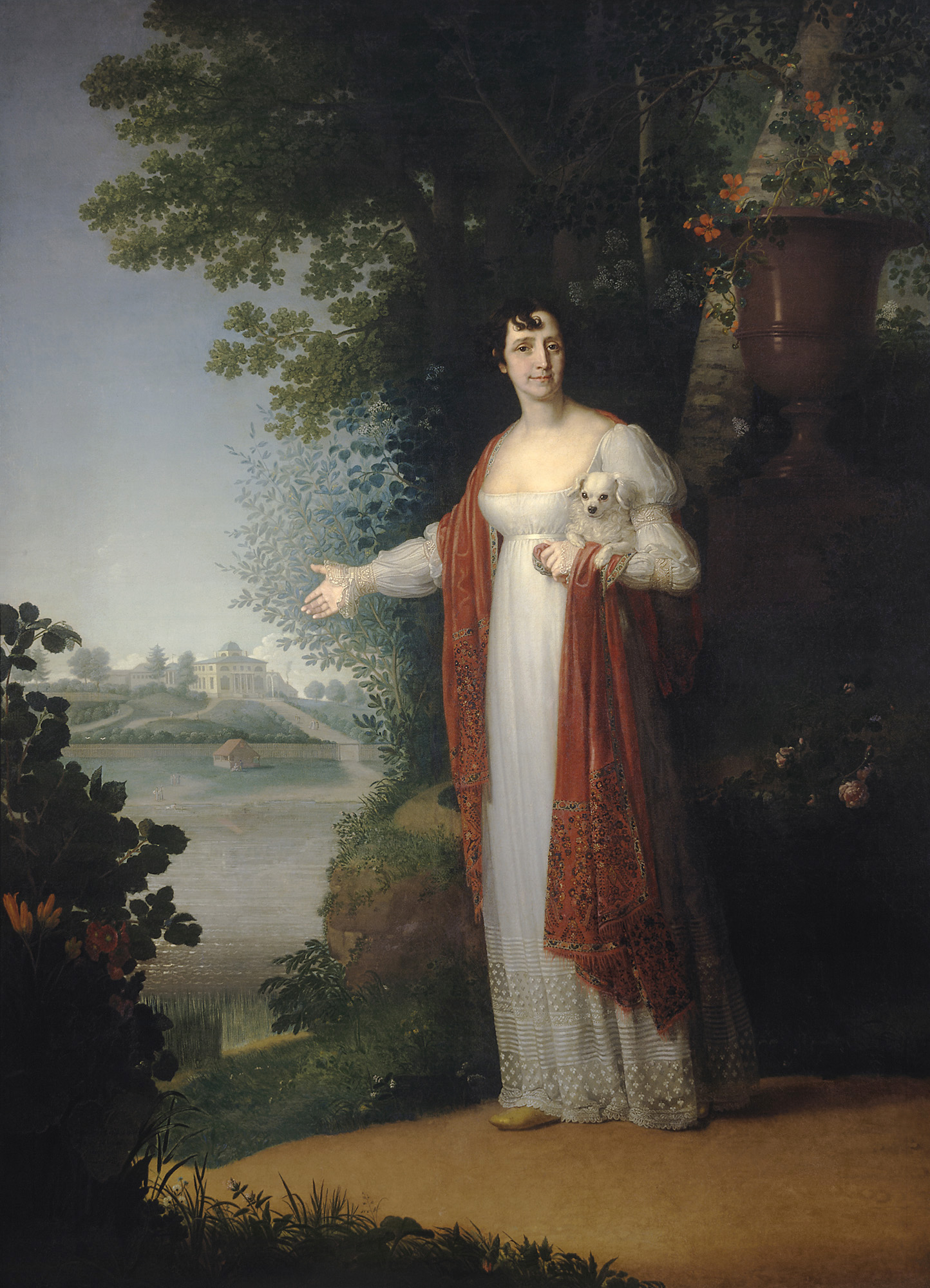
Portrait de D.A. Derjavina par Vladimir Borovikovski (1813)
Moscou, Galerie TretiakovMme Derjavina (1767–1842), née Diakova, était la deuxième femme de Derjavine.

Comme il était politiquement très habile, la carrière de Derjavine rencontra rapidement le succès, lorsqu'il quitta l'armée pour la fonction publique. Il fut nommé au poste de gouverneur d'Olonets (1784), puis s'étant querellé avec le gouverneur vers celui de Tambov (1785), puis secrétaire personnel de Catherine II (1791), président du Collège de Commerce (1794). Cependant, il ne s'entendait pas avec Catherine II, ni avec son fils Paul Ier et il hésita encore devant la proposition d'Alexandre Ier qui le nomma ministre de la Justice, le 8 octobre 1801. Il prit sa retraite le 7 octobre 1803 et passa le restant de ses jours dans le domaine de Zvanka, près de Novgorod, où il écrivit ses idylles et des vers anacréontiques.
Derjavine et son épouse sont enterrés au monastère de Khoutyne dans la banlieue de Novgorod.

## Œuvre

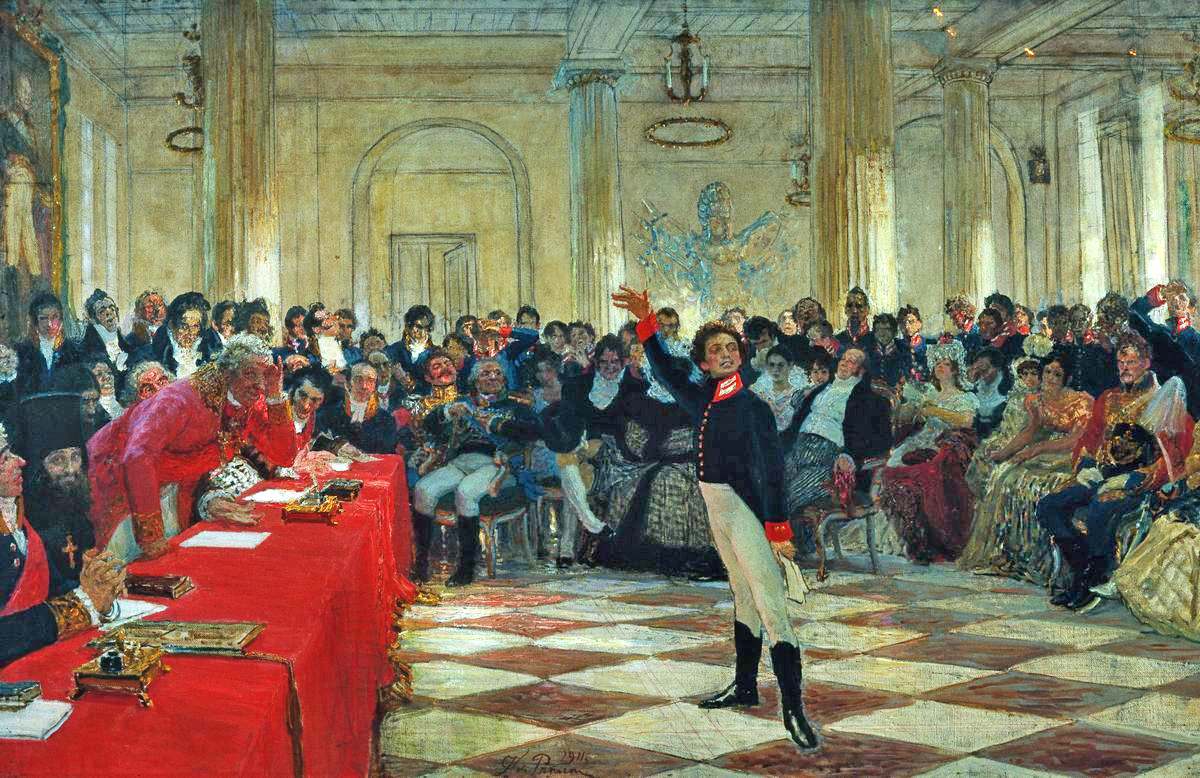
Alexandre Pouchkine récite son poème devant Derjavine (en rouge) au cours de l'examen au lycée de Tsarskoïe Selo le 8 janvier 1815
Huile sur toile (123,7 × 195.5 cm), Lycée de Tsarskoïe Selo, Musée national de Pouchkine à Saint-Pétersbourg

D.S. Mirsky, le tient pour « le plus grand poète du siècle, et l'un des plus considérables et des plus originaux. » Derjavine est reconnu pour ses odes, dédiées à l’impératrice et aux autres personnages de la cour. Il n’accordait que peu d’attention au système dominant des genres instauré par Mikhaïl Lomonossov, et est même considéré comme le destructeur de ce système. Il brassait avec une grande liberté les styles et les registres de la langue russe et rejetait les conventions narratives.
Il remplissait souvent ses odes de contenu élégiaque, humoristique ou satirique, transformant ainsi la tradition de l’ode. Dans sa Grande Ode à l’Impératrice, par exemple, il dit chercher des puces dans les cheveux de sa femme et compare sa poésie à de la limonade.
Au contraire des autres poètes classiques, Derjavine trouvait du plaisir dans les détails soigneusement choisis, comme la couleur du papier peint dans sa chambre ou l’inventaire poétique de ses repas quotidiens. Il considérait le français comme la langue de l’harmonie, et le russe comme celle du conflit. Il pratiquait une poésie lyrique, philosophique (Ode à Dieu, 1784), anacréontique (léger et charmant, mais mesuré) et idyllique (La vie de Zvansk, 1807). Il abandonne l’abstraction pour le contact matériel avec le monde. Bien qu’il se délectât des allitérations harmonieuses, il manipulait parfois volontairement ses vers dans le but de leur donner un effet cacophonique.
Les odes majeures de Derjavine sont :
- Sur la mort du prince Mestscherski (1779)
- L’Ode à Félitsa' (1784)
- Dieu (1785, traduit dans plusieurs langues d’européennes, même l'empereur de Chine la fit traduire)
- Cascade (1794, inspiré par la mort du prince Grigori Potemkine)
- Bouvreuil (1800, élégie sur la mort de son ami Alexandre Souvorov).
- l'Ode sur l'expulsion des Français (1813) ;

Il a également doté de paroles le premier hymne russe (Гром победы, раздавайся!, Tonnerre de la victoire, retentis !), en hommage à la prise d'Izmaïl par Souvorov, qui mit fin à la sixième guerre russo-turque
Ses Mémoires parurent à Moscou en 1860. Ses ouvrages ont été traduits en français en 1861.
L'œuvre de Derjavine est presque entièrement lyrique. ses tragédies, composées tardivement sont négligeables. Celles en prose comme son Essai sur la poésie lyrique sont plus importantes, selon Mirsky.

### Lignes trouvées sur sa table à la mort de Derjavine
| Le fleuve du temps dans son emportement      |  | Река времён в своем стремленьи |
| Éparpille au loin les œuvres des Hommes      |  | Уносит все дела людей          |
| Et noie dans l'abîme de l'oubli              |  | И топит в пропасти забвенья    |
| Tous les peuples, les royaumes et leurs rois |  | Народы, царства и царей.       |
| Et si quelque chose doit subsister           |  | А если что и остаётся          |
| Par le son du cor et de la lyre              |  | Чрез звуки лиры и трубы,       |
| Le gouffre de l'éternité le dévorera         |  | То вечности жерло́м пожрётся    |
| Du destin commun il n'échappera pas          |  | И общей не уйдет судьбы.       |

Le 6 juillet 1816

## Jugement
Selon D. S. Mirsky : 

« La poésie de Derjavine est un univers impressionnant de richesses ; son seul défaut, c'est que ce grand poète ne pouvait servir ni de maître, ni d'exemple. Il ne fit rien pour élever le niveau du goût ni pour améliorer la langue littéraire. Quant à ses envolées poétiques, il était évidemment impossible de le suivre dans ces hauteurs vertigineuses. »

— D.S. Mirsky, Histoire de la littérature russe.